# 北海道道542号東旭川停車場線
北海道道542号東旭川停車場線（ほっかいどうどう542ごう ひがしあさひかわていしゃじょうせん）は、北海道旭川市内を結ぶ一般道道（北海道道）である。

## 概要

### 路線データ
- 起点：北海道旭川市東旭川北3条5丁目（JR北海道 石北本線 東旭川駅）
- 終点：北海道旭川市東旭川南1条7丁目
- 路線延長：1.2km（総延長、うち重複区間 0.5km）

## 歴史
- 1966年（昭和41年）3月31日 - 路線認定[1]。

## 路線状況

### 重複区間
旭川市
- 東旭川北1条5丁目 - 東旭川南1条7丁目（北海道道140号愛別当麻旭川線）

## 地理

### 通過する自治体
- 上川総合振興局
  - 旭川市

### 交差する道路
旭川市
- 北海道道140号愛別当麻旭川線 - 東旭川北1条5丁目、東旭川南1条7丁目（重複）

### 沿線にある施設など
旭川市
- JR北海道 石北本線 東旭川駅 - 東旭川北3条5丁目
- 東旭川病院 - 東旭川北1条6丁目6-5
- 旭川市消防本部南消防署東旭川出張所 - 東旭川北1条6丁目
- 東旭川郵便局 - 東旭川北1条6丁目1-4
- 旭川市立旭川中学校 - 東旭川南1条6丁目
- 東旭川屯田公園 - 東旭川南1条6丁目3
- セイコーマート東旭川 - 東旭川南1条7丁目1-23